# Aim (demon)

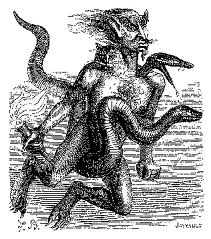

Aim (numit și Aym sau Haborym) este un Mareț Duce al Iadului, foarte puternic, și conducând douăzeci și șase de legiuni infernale. El poate da foc la orașe, castele și locuri mărețe, face oamenii spirituali în toate modurile, poate face invocatorul viclean sau inteligent, și dă răspunsuri corecte privind probleme personale. El este înfățișat ca un bărbat (frumos după unele surse), cu trei capete, unul de șarpe, al doilea de om și al treilea de pisică (după unii autori) , deși unii spun despre un vițel care călărește o viperă și poartă în mână un lemn în flăcări cu care dă foc obiectelor/orașelor/cetăților la cererea invocatorului.
Aim apare in următoarele cărți: Dictionnaire Infernal (1818), Lemegeton (Cheia lui Solomon/Clavicula Salomonis), Pseudomonarchia Daemonum (1577)